# Sümber (distrikt i Mongoliet, Gobi-Sümber)
Sümber (mongoliska: Сүмбэр Сум, Сүмбэр, Sümber Sum) är ett distrikt i Mongoliet.   Det ligger i provinsen Gobi-Sümber, i den östra delen av landet, 200 km sydost om huvudstaden Ulaanbaatar.